# Martensopoda transversa
Martensopoda transversa là một loài nhện trong họ Sparassidae.
Loài này thuộc chi Martensopoda. Martensopoda transversa được Peter Jäger miêu tả năm 2006.